# Udens College
Het Udens College is een scholengroep voor voortgezet en beroepsonderwijs in Uden in de Noord-Brabantse gemeente Maashorst.
Voor de niveaus vmbo-T, havo en vwo is er een vrijeschool-variant.

## Geschiedenis
In Uden ontstond eerst een Latijnsche School, later nabij het Klooster der Kruisheren in Uden een internaat en College van het Heilige Kruis om eigen ordeleden op te leiden. Officieel heet deze de Orde van het Heilig Kruis. De afkorting van deze kloosterorde, OSC, staat voor Ordo Sanctae Crucis. 

(N.B. zie voor meer over de geschiedenis van onderwijs in Uden en omgeving en de voorgeschiedenis van het Udens College verder in deze en volgende paragrafen genoemde verwante verwijzingen.)

#### Kruisheren
Mede verantwoordelijk voor de vorming van jonge mannen en geven van onderwijs in den lande is de Orde der Kruisheren die zo'n 250 jaar het hoger middelbaar onderwijs in Uden mede vorm hebben gegeven. 

Kruisheer Walterus Peynenborgh stichtte in 1743 in Uden een Latijnsche School. De Kruisheren starten onder meer in 1886 priestercollege H. Kruis en in 1923 een nieuw College van het Heilige Kruis met een internaat in Uden.

### College van het Heilige Kruis
Het College van het Heilige Kruis werd onder druk van het gemeentebestuur ook voor leken (dus gewone leerlingen) toegankelijk. Na de invoering in 1968 van de Mammoetwet en met steun van omliggende scholen volgt in 1969 een havo en later een (gewoon) atheneum. Er zijn afdelingen voor gymnasium, atheneum en havo. Tot ca. 1990 werd er nog door echte Kruisheren als docent lesgegeven (o.a. in de vakken Latijn, Grieks, Nederlands, Engels, Biologie, Natuurkunde, Muziek).

### Kruisheren Kollege
In 1975 werd de school gesplitst in Kruisheren Kollege (verhuisde in 1979 naar een nieuwe locatie op de Schepenhoek in Uden, in de volksmond 'De rooie school' door het geheel in rode steen en hout opgetrokken gebouw in de vorm van een dubbelkruis oftewel tweebalkig kruis) en Rivendell College (in de oude gebouwen gebleven nabij het Kruisherenklooster).

### Samenwerkingsstichting
De Stichting voor Katholiek Voortgezet Onderwijs Uden (S.K.V.O.U.) is in de jaren 1990 een samenwerking aangegaan tussen het katholiek en openbaar onderwijs in Uden, uniek vanwege de scheiding tussen bijzonder en openbaar onderwijs zoals die lange tijd in Nederland gold. Die samenwerking heeft de bestaande scholengemeenschappen voor havo/vwo en mavo

in Uden uiteindelijk verenigd in het Udens College op twee locaties voor onderwijs voor vwo, havo en vmbo.

### Udens College
De naam Udens College verwijst dus naar de Orde der Kruisheren en het College van het Heilige Kruis die zo'n 250 jaar het hoger middelbaar onderwijs in Uden mede vorm hebben gegeven.

## België
De Kruisheren hadden ook in Maaseik en Denderleeuw Heilige Kruiscolleges opgericht. De school in Maaseik ging intussen op in Mosa-RT, de school in Denderleeuw transformeerde naar IKSO.

## Actueel
In 2005 werd het debatteam van het Udens College winnaar van VARA's scholierendebatcompetitie Op weg naar het Lagerhuis. Deelnemers namens het UdensCollege waren Florine Schlatmann, Sanne Vogels, Danielle Seinstra, Leyla Bozkurt, Grietje Evenwel, Maurice Franssen, Jelmer van de Mortel, Arno van de Brink, Jeroen Willems en Jeroen Dera.

## Bekende oud-leerlingen
- Bertus Aafjes (1914-1993) schrijver en dichter
- Rob Jetten, politicus
- Peter Kerris, politicus
- Maartje Krekelaar, hockeyster
- Gaby Milder, actrice
- Gwen van Poorten, presentatrice
- Rik van de Westelaken, journalist/nieuwslezer
- Giel de Winter, presentator/youtuber
- Marcel Wouda, zwemmer

## Verwante onderwerpen
- College van het Heilige Kruis
- Uden
- Kruisheren